# Carl Solomon
Carl Solomon, né le 30 mars 1928 dans le Bronx à New York et mort le 26 février 1993, est un écrivain américain. 
L'un de ses textes les plus connus est Report from the Asylum: Afterthoughts of a Shock Patient.

## Biographie
Carl Solomon est né dans le Bronx à New York. La mort de son père en 1939 a eu un effet profondément négatif sur ses années de jeunesse. Solomon a dit plus tard[Où ?] : « J'ai dérivé dans l'indiscipline et l'aventure intellectuelle qui est finalement devenu une confusion totale ». Diplômé du lycée à l'âge de 15 ans, il se rend à la City College de New York (CCNY) pour une courte période avant de rejoindre la marine des États-Unis en 1945. Dans ses voyages à l'étranger, il découvre le surréalisme et le mouvement Dada à Paris, idées qui vont l'influencer et l'inspirer pour le reste de sa vie.
À Paris, il assiste à une lecture de poésies d'Antonin Artaud dont les hurlements l'impressionnent. Il restera toujours un fervent disciple d'Artaud. C'est peu de temps après cette période que Carl Solomon demande à être interné, un geste qu'il fait en tant que symbole de la fin du « dadaïsme ».
C'est dans la salle d'attente de l'hôpital psychiatrique de Greystone Parc dans le New Jersey qu'il rencontre Allen Ginsberg qui est là après avoir été admis en 1949, à la suite de son arrestation pour recel, dans son appartement et dans le véhicule qu'il conduisait, d'objet volés.
C'est grâce à Ginsberg qu'il gagne sa renommée et Ginsberg lui dédie son poème Howl dans lequel il utilise l'expression « Je suis avec vous à Rockland » (I'm with you in Rockland), comme un refrain à chaque ligne de la troisième section du texte. La première partie du poème immortalise quelques-uns des exploits personnels de Salomon, comme par exemple la ligne où figure : « ... qui a jeté de la salade de pommes de terre au conférenciers du CCNY sur le dadaïsme et qui par la suite s'est présenté sur les marches de granit de l'asile en arlequin, le crâne rasé et tenant des discours de suicide, exigeant une lobotomie immédiate ».
C'est par ailleurs sur l'insistance de Ginsberg que le premier roman de William S. Burroughs, Junkie, est publié par Ace Books. Le propriétaire de Ace Books, M. A. A. Wyn est l'oncle de Solomon, et il publie des livres de poche populaires dans les années 1930 et 1940, connus sous le nom de Pulp fictions. Carl Solomon travaille pour Ace Books et est responsable de la note éditoriale de la première impression de Junkie, ainsi que celle de sa réimpression qui a été célébrée en compagnie de William S. Burroughs, Allen Ginsberg et Patti Smith au Gotham Book Mart de New York, en 1977.
L'un des textes les plus connus de Solomon est un récit sur l'asile : Afterthoughts of a Shock Patient. Tiré directement de sa propre expérience, Carl Solomon y raconte les soins par électroconvulsivothérapie, traitement de choc utilisé pour soigner les patients dans des asiles. Il a été écrit en pensant particulièrement à Antonin Artaud qui lui aussi avait subi un traitement identique quand il avait été injustement interné par le gouvernement français. Ce texte a été inclus comme pièce annexe dans le fac-similé du 50e anniversaire de Howl.
À la fin des années 1960, Solomon publie deux recueils de poèmes en prose chez Mary Beach Books et distribués par City Lights Books : Mishaps, Perhaps (1966) et More Mishaps (1968). Emergency Messages, publié en 1989, propose des sélections des deux livres, avec quelques-uns des autres écrits autobiographiques, critiques et poétiques de Solomon.
Au cours de sa vie, Solomon est également un collaborateur régulier de New Directions Annual, American Book Review et de The New Leader.

## Œuvres
- Emergency messages : an autobiographical miscellany, avant-propos de John Tytell, Paragon House Publishers, 1989 - 235 pages.
- Mishaps, Perhaps, Beach Books, Text & Documents, 1966 - 60 pages.
- More mishaps, Beach Books, 1968 - 57 pages.